# Stora Frö och Haga Park
Stora Frö och Haga Park är sedan 2018 en av SCB avgränsad och namnsatt tätort i Mörbylånga kommun i Kalmar län, belägen i Vickleby socken på västra Öland cirka sex kilometer norr om centralorten Mörbylånga.
Tätorten bildades 2018 av bebyggelsen i den tidigare småorten Stora Frö och det nyuppförda småhusområdet Haga park väster om Stora Frö invid Kalmar sund.